# Ruds Vedby Sogn
Ruds Vedby Sogn er et sogn i Ringsted-Sorø Provsti (Roskilde Stift).
I 1800-tallet var Ruds Vedby Sogn anneks til Reerslev Sogn. Begge sogne hørte til Løve Herred i Holbæk Amt. Reerslev-Ruds Vedby sognekommune blev senere delt så hvert sogn blev en selvstændig sognekommune. Reerslev indgik i 1966 - 4 år før kommunalreformen i 1970 - i Høng Kommune, der ved strukturreformen i 2007 indgik i Kalundborg Kommune. Ruds Vedby blev, også i 1966, indlemmet i Dianalund Kommune, der ved strukturreformen indgik i Sorø Kommune. Det fælles pastorat for Reerslev og Ruds Vedby blev dog først endelig delt i 1980 i to nye selvstændige pastorater. Dermed består Ruds Vedby Pastorat alene af Ruds Vedby Sogn med Benedikte Brisson som sognepræst siden januar 2024.
I Ruds Vedby Sogn findes Ruds Vedby Kirke.
I sognet findes følgende autoriserede stednavne:
- Conradineslyst (landbrugsejendom)
- Enemærket (areal, bebyggelse)
- Hestehave (bebyggelse)
- Hjorthøj Gårde (bebyggelse)
- Kuglebjerg (bebyggelse)
- Lyngmosen (bebyggelse)
- Ruds Vedby (bebyggelse)
- Ruds Vedby By (bebyggelse, ejerlav)
- Skellebjerg Overdrev (bebyggelse)
- Smedelodden (bebyggelse)
- Snarebanken (bebyggelse)
- Sølvbjerg (bebyggelse)
- Sønder Skovhuse (bebyggelse)
- Vedbygård (ejerlav, landbrugsejendom)
- Vestermark (bebyggelse)
- Vævervænget (bebyggelse)